# Under a Funeral Moon
Under a Funeral Moon este cel de-al treilea album de studio al formației Darkthrone. Albumul marchează conversia totală a formației la black metal.
Zephyrous a părăsit formația după înregistrarea albumului. Cel care apare pe copertă e Nocturno Culto.
Revista Terrorizer a clasat Under a Funeral Moon pe locul 15 în clasamentul "Cele mai bune 40 de albume black metal".
Albumul a fost relansat în 2003, incluzând ca bonus a treia parte a unui interviu în care Fenriz și Nocturno Culto se chestionează reciproc.

## Lista pieselor
1. "Natassja In Eternal Sleep" - 03:33
2. "Summer Of The Diabolical Holocaust" - 05:18
3. "The Dance Of Eternal Shadows" - 03:44
4. "Unholy Black Metal" - 03:31
5. "To Walk The Infernal Fields" - 07:50
6. "Under A Funeral Moon" - 05:07
7. "Inn i de dype skogers favn" (În îmbrățișarea pădurilor adânci) - 05:25
8. "Crossing The Triangle Of Flames" - 06:13

## Personal
- Fenriz - baterie
- Nocturno Culto - vocal, chitară bas
- Zephyrous - chitară